# کرونومور نفتوگاز
کرونومور نفتوگاز (اوکراینی: Чорноморнафтогаз) شرکت دولتی نفت و گاز اوکراینی است، که در سال ۱۹۷۹ تأسیس شد.